# 釜山広域市警察庁
釜山広域市警察庁（プサンこういきしけいさつちょう、Busan Metropolitan Police Agency、BMPA）は大韓民国釜山広域市が設置した警察組織である。
2021年1月4日、自治警察制が発足したことにより、警察庁の地方機関である釜山地方警察庁から改称した。

## 歴史
- 1945年10月21日：国立警察創設
- 1946年5月18日：釜山警察署が第15区警察署に改称
- 1957年7月26日：第15区警察署を中部警察署に、北釜山警察署を東釜山警察署に、釜山水上警察署を影島警察署にそれぞれ改称。中部警察署から西釜山警察署を新設
- 1963年1月1日：慶尚南道警察局から分離して釜山直轄市警察局を新設。中部警察署を釜山中部警察署に、西部警察署を釜山西部警察署に、東部警察署を釜山東部警察署に改称。釜山鎮警察署を釜山北部警察署に改称。
- 1968年1月29日：釜山南部警察署設置
- 1973年7月14日：釜山中部警察署を中部警察署、釜山西部警察署を西部警察署、釜山東部警察署を東部警察署、釜山北部警察署を北部警察署に戻す。釜山南部警察署を南部警察署に名称を変更する。
- 1977年11月14日：海雲台警察署設置
- 1978年8月9日：北部警察署（現在の釜山沙上警察署）を設置。旧北部警察署は釜山鎮警察署に名称を戻す。
- 1982年4月30日：金井警察署設置
- 1991年8月1日：釜山直轄市警察局から釜山直轄市地方警察庁に改称
- 1991年12月22日：蓮山（ヨンサン）警察署設置
- 1994年1月22日：江西警察署設置
- 1995年1月1日：釜山直轄市地方警察庁から釜山広域市地方警察庁に改称
- 1995年7月2日：北部警察署設置、旧北部警察署は沙上警察署に改称。
- 2001年:釜山鎮警察署以外の警察署の前に地名を追加。釜山○○警察署に（○○には地名が入る）
- 2006年3月1日：管轄区域調整（釜山南部警察署、釜山蓮山警察署、釜山海雲台警察署、釜山金井警察署を除いて区と同一の管轄に）。釜山蓮山警察署を釜山蓮堤警察署に改称。
- 2021年1月4日：自治警察制の施行を受け、正式名称を釜山広域市警察庁に改称。

## 組織
- 警察庁長
  - 広報担当官
  - 聴聞監査担当官
  - 直轄隊 - 1、2、3機動隊、機動隊（分隊、1、2総隊）
- 第一部長
  - 警務課
  - 情報通信課
  - 交通課
  - 警備課
- 第二部長
  - 生活安全課
  - 捜査課
  - 刑事課
- 第三部長
  - 情報課
  - 保安課
  - 外事課

## 警察署
- 釜山中部警察署
- 釜山東部警察署
- 釜山西部警察署
- 釜山影島警察署
- 釜山鎮警察署
- 釜山南部警察署（南区と水営区のうち望美1、2洞、水営洞を除いた地域を管轄）
- 釜山蓮堤警察署（蓮堤区と水営区のうち望美1、2洞、水営洞を管轄）
- 釜山東萊警察署
- 釜山金井警察署
- 釜山海雲台警察署
- 釜山北部警察署
- 釜山沙上警察署
- 釜山沙下警察署
- 釜山江西警察署
- 釜山機張警察署